# Коловратский дворец
Коловратский дворец (чеш. Kolowratský palác) — пражский дворец, в одном из которых располагается нижняя палата парламента Чехии. Охраняется как памятник культуры с 1958 года и как национальный памятник культуры с 1996 года.
Первоначально готический дом несколько раз перестраивался и видоизменялся. Согласно «Хроникам королевской Праги» Франтишека Рута, первым известным владельцем в 1466 году был плотник Ян Секира, позже дом стал называться «Белеград».
В начале XVII века дом назывался домом Коловратских, а после 1626 года он стал домом священника рядом с костелом (ротондой) святого Вацлава в районе Мала Страна (раньше он находился в северо-западном углу дома иезуитов). Когда костёл прекратил своё существование в 1772 году, название дома было изменено на дом у святого Николая.
Свой нынешний вид дом получил около 1690 года, когда был перестроен в стиле барокко. В 1707 году архитектор Джованни Антонио Лураго внес некоторые изменения. В 1884 году произошли изменения в диспозиции.
С архитектурной точки зрения дворец интересен порталом эдикулы на главном фасаде, обращенном к улице Снемовни, и эркером на боковом фасаде, выходящем на улицу Туновскую.
Внутреннее убранство датируется 1992 годом, когда оно было изменено под нужды Палаты депутатов. Единственным исключением являются потолочные фрески в стиле барокко, датированные временем перестройки здания около 1690 года.
Здание принадлежит пражской архиепархии и используется Палатой депутатов в качестве резиденции своего Парламентского института.